# 트라브존주

트라브존주의 위치

트라브존주(튀르키예어: Trabzon ili)는 튀르키예 북동부와 흑해 연안에 위치한 주로, 흑해 지역에 속한다. 주도는 트라브존이며 면적은 6,685km2, 인구는 1,061,055명(2006년 기준), 자동차 번호는 61번, 시외전화 지역번호는 0462번이다. 서쪽으로는 기레순주, 남서쪽으로는 귀뮈샤네주, 남동쪽으로는 바이부르트주, 동쪽으로는 리제주와 접하며 18개 군을 관할한다.